# Reußenköge
Reußenköge (duń. Reussenkog) – gmina w Niemczech, w kraju związkowym Szlezwik-Holsztyn, w powiecie Nordfriesland. Siedziba gminy znajduje się w mieście Bredstedt.